# Gonomyia bibarbata
Gonomyia bibarbata är en tvåvingeart som beskrevs av Alexander 1935. Gonomyia bibarbata ingår i släktet Gonomyia och familjen småharkrankar. Inga underarter finns listade i Catalogue of Life.